# Iquitosi apostoli vikariátus
Iquitosi apostoli vikariátus Peruban található.

## Történelem
Az apostoli vikariátus 1900. február 4-én jött létre San León del Amazonas Apostoli Prefektúra néven, a Chachapoyasi Egyházmegye részeiből. 1921. február 22-én apostoli vikariátussá emelték. 1945. augusztus 1-jén az Iquitosi apostoli vikariátusra változtatta a nevét. 

## Szomszédos egyházmegyék
- Méndezi apostoli vikariátus (nyugat)
- Yurimaguasi apostoli vikariátus (nyugat)
- Puyói apostoli vikariátus (északnyugat)
- Aguaricói apostoli vikariátus (északnyugat)
- San José-i apostoli vikariátus (kelet)
- Requenai apostoli vikariátus (dél)